# Alfried Hagedorn
Alfried Hagedorn (* 7. Oktober 1940 in Bremen) ist ein deutscher bildender Künstler. Er betreibt eine abstrakte Malerei mit lyrischen, gestischen und konstruktiven Tendenzen, sowie plastische Projekte. Er lebt und arbeitet in München und Paraty (Brasilien).

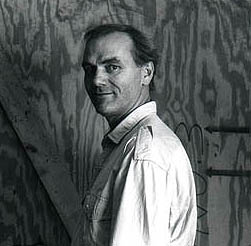
Alfried Hagedorn, 1995

## Leben und Wirken
Alfried Hagedorns Vorfahren betrieben in Bremen ein internationales Handelshaus. Herman Hagedorn (1735–1826) stiftete in Halle bei Bielefeld einen großen Landschaftspark mit Aussichtsturm, der zum Teutoburger Wald ausgerichtet ist und noch heute gepflegt wird. Sein Sohn Clamour Friedrich Hagedorn (1793–1871) war Generalkonsul für Hessen und Bayern in Philadelphia/Pennsylvania.
Mit 15 Jahren reiste Alfried Hagedorn nach Griechenland und erlebte die Antike: Tempel, Amphitheater, die Akropolis, Ägina, Delphi, Olympia und die Inseln Mykonos/Deli und Milos etc. Anlässlich einer zweiten Reise 1961 entstanden eine Reihe von Federzeichnungen für die Bewerbungsmappe. Vorher schloss er ein Volontariat im Bremer Zeitungs- und Buchverlag Carl Schünemann ab.
Von 1962 bis 1964 erfolgte sein Studium an der Kunsthochschule in Bremen und ab 1964 an der Akademie der bildenden Künste in Wien, in der Malschule von Paris Gütersloh.
Er heiratete in Wien Ingrid Gartler, mit der er zwei Kinder hat.
Ab 1965 studierte er an der Akademie der bildenden Künste in München bis 1971 bei Jean Deyrole und Raimer Jochims, wurde Meisterschüler und schloss mit einem Diplom ab. Ab 1971 war er Assistent bei Raimer Jochims. Neben seiner Malerei mit Acrylfarben auf Leinen, die von den „Energiefeldern“ bestimmt ist, entstanden plastische Werke, Mobiles und lichtkinetische Apparate.
Im April 1972 reiste er mit einem Stipendium des DAAD und der japanischen Regierung (Mombu-shō) nach Japan. In Kyoto wurde er in die Akademie der bildenden Künste aufgenommen und richtete nahebei ein Atelier ein. Er arbeitete weiter an seiner Malerei und setzte sich mit der japanischen Kunst der Moderne, z. B. der Gutai-Gruppe etc., und mit der Geschichte der Kunst Japans auseinander. 1974 realisierte er mit Unterstützung des Goethe-Instituts Tokio in der Muramatsu Gallery Tokyo eine Einzelausstellung. Dort zeigte er „Energiefelder“, die sieben Holzstichdrucke „Lichtspuren“, Schwarzgrund-Miniaturen und ein plastisches Holzobjekt aus Hinoki den „Schwarzern Körper“, außerdem die Broschüre, „Schwarzer Körper, Artikulation einer Spanne“.
Im gleichen Jahr nahm er mit drei Bildern teil an der von Hans-Jürgen Müller, Köln/Stuttgart, kuratierten Ausstellung „International Joint Exhibition of Japan and Germany“, die in Museen von Kyoto, Kobe und Tokio gezeigt wurde.
Anfang 1975 nahm er seine freischaffende Tätigkeit als Maler in München auf. Bis 1979 ging die Arbeit an der Werkgruppe „Energiefelder“ mit Acrylfarben und Ölfarben auf Leinen und Canvas weiter, auch die an den „Schwarzgrund-Miniaturen“, und einer Gruppe von Zeichnungen, den „Graphitogrammen.“
Ab 1979 begann die zweite Werkgruppe mit Tusche-Arbeiten auf Japanpapier, sowie mit Aquarellen auf Fabriano Cottone. Dann begann er sich dem großen Format zuzuwenden und malte bevorzugt mit Acrylfarben. Die Energiefelder waren fortan Vergangenheit. Diese hatten einen Bezug zur Rundheit der Riemannschen Geometrie und zeigten weiche Farbverläufe. Die Bilder waren geplant, konstruktiv.
Nun sollte das Planen zurückgedrängt werden und das Unbewusste mehr Raum bekommen. Er nannte seine Malerei jetzt „Offene Malerei“, nach einem Essay von Umberto Eco. Zur „Offenheit“ tritt die „Durchlässigkeit“, sowie die „Unabgeschlossenheit“. Wichtig war ihm auch, dass der Pinselstrich und das Weiß des Grundes, welches am Rand und in stehen gelassenen Formen im Bild auftreten, sichtbar bleiben. In diesem Zusammenhang stellte er einen Bezug her zum „Weißen Hintergrundrauschen des Kosmos“, den Grund schlechthin. Er verwendete verdünnte Acrylfarben ohne Beimischung von Weiß. Zwischen 1993 und 2000 entstand die Farbholzschnitt Serie „Der Innere Raum“, ein Revival der ältesten Drucktechnik Chinas, Koreas und Japans. Seit 1998 ist er mit Ana de Jesus Araújo verheiratet und hat mit ihr einen Sohn namens Georg Alfried.
Es folgte die Wiederaufnahme der Arbeit an den plastischen Projekten, vorwiegend Wasser und Stein, sowie Projekte für den Frieden mit Plastiken, Säulen und Anlagen. Sein Werk hatte sich somit diversifiziert. Unter anderem arbeitet er heute an dem Thema „Kosmische Fiktionen“ und einer Serie mit dem Titel „Tropical“.
Schon früh interessierte sich Hagedorn für fremde Kulturen, woraus sich im Laufe der Zeit ein interkulturelles Engagement entwickelte.

## Auszeichnungen, Lehre und Preise
- 1965/1971: Akademie der bildenden Künste, München, Meisterschüler und Diplom
- 1971/1972: Akademie der bildenden Künste, München, Assistent / Lehre
- 1972/1974: Stipendium der Japanischen Regierung (Mombushô) und des DAAD für Japan, Kyoto
- 1976/1984: Fachhochschule für Design, Aachen, Lehre
- 1980: „Seerosenpreis“ für Malerei der Landeshauptstadt München[9]
- 1984: University of Northern Illinois, Salzburg-College, Lehre
- 2018: Förderung durch Stiftung des Bundespräsidenten

## Ausstellungen (Auswahl)

### Einzelausstellungen
- 1971: Galerie Lo Grigat, München
- 1971: Evangelische Akademie, Tutzing
- 1974: Muramatsu Gallery, Tokio (Kooperation Goethe-Institut Tokio)
- 1976: Galerie Grisebach-Grewenig, Heidelberg
- 1977: Städtische Galerie Villingen-Schwenningen
- 1980: Städtische Galerie im Lenbachhaus – Kunstforum, München[10][11]
- 1980: Galerie Grisebach-Grewenig, Heidelberg
- 1982: Museum für Zeitgenössische Kunst – MAC, São Paulo
- 1982: Haus Wiegand, München
- 1984: Städtische Galerie im Cordonhaus, Cham
- 1985: Galerie Vondran, Düsseldorf
- 1986: Kunsthalle Mannheim[12],
- 1986: Kunstverein Lingen
- 1987: Galerie Döbele, Stuttgart
- 1987: Haus Wiegand, München
- 1987: Institute of Fine Arts, Guangzhou (Kanton), in Kooperation mit Goethe-Institut Hongkong
- 1988: Joint Gallery, Joint Publishing Company, Hong Kong[13]
- 1989: Minzugong – Cultural Palace of the Nationalities,
- 1989: Beijing (annulliert am 4. Juni Tiananmen) in Kooperation mit Deutsche Botschaft Beijing und China Design and Display Association[14]
- 1991: Cast Iron Gallery, New York
- 1991: East Asian Society, Tokio
- 1992: Haus Wiegand, München
- 1993: Haus Wiegand (Edition Transatlantik), München
- 1994: Galerie Derix, Taunusstein/Wiesbaden (mit Gerd Knäpper)
- 1994: Design Studio Scala, Berlin
- 1994: Galerie Cogito, Setúbal bei Lissabon
- 1996: Haus Wiegand, München
- 1997: Club Transatlântico, São Paulo
- 1998: Haus Wiegand, München
- 1999: Galerie Weber, Viechtach
- 2002: D.A.S.-Versicherungen, München
- 2003: Haus Wiegand, München
- 2006 Haus Wiegand, München
- 2007: Espaço „O Cubo“, Paraty
- 2012: Haus Wiegand, München
- 2016: Haus Wiegand, München

### Gruppenausstellungen
- 1971: Städtische Galerie Tuttlingen,
- 1971: Galerie Grisebach, Heidelberg
- 1974: Städtisches Kunstmuseum Kyoto (Kyoto Shiritsu Bijutsukan),
- 1974: Museum Moderner Kunst Kobe (Hyõgo Kenritsu Bijutsukan) und
- 1974: Central Gallery Tokyo „International Joint Exhibition of Japan and Germany“
- 1976: Galerie Grisebach-Grewenig, „Handzeichnungen 1950-76“,
- 1976: Kunstmarkt Düsseldorf
- 1977: Galerie Grisebach-Grewenig, Heidelberg
- 1978: Haus der Kunst, München, „Große Kunstausstellung“
- 1979: Galerie Ludwig, München
- 1981: Galerie Dibbert, Berlin
- 1983: Fabrik Lothringer13, Kulturreferat München, „Singular-Plural, München . Rom . Paris“
- 1987: Great Wall Exhibition, Beijing (Einladung: Liu Kuo-sung, Hongkong)[15]
- 1988: National Gallery of Thailand, Bangkok, “Relation through Art”, mit Pratuang Emcharoen, Sadamasa Motonaga und Gerd Knäpper, (Organisation Goethe-Institut Bangkok)
- 1997: Portland Art Museum, Portland/Oregon, “International Print Exhibition”
- 2003: Pavillon Botanischer Garten München, „25 Jahre Seerosenkreis-Preisträger“, (Organisation Kulturreferat München)
- 2008: Two Lines Gallery, Beijing, “Boston High Tea – Master Prints from Europe and America” (Organisation Massachusetts College of Art and Design,Boston)
- 2008: Sunshine International Art Museum, Beijing (Einladung: Prof. Peter Wayne Lewis, Boston/New Jersey)
- 2011: Städtische Galerie Villingen-Schwenningen, „abstrakt, konkret und gegen den strich“ – Sammlung Felix Schlenker
- 2017: Galerie Grewenig, Heidelberg, „Abstrakte und konkrete Kunst aus 66 Jahren“

## Werke in Museen und Sammlungen
- Städtische Galerie im Lenbachhaus München
- Staatsgalerie Moderner Kunst, München
- Städtische Galerie Villingen-Schwenningen
- Felix Schlenker Sammlung, Städtische Galerie Villingen-Schwenningen
- Ingo Grewenig Sammlung, Galerie Grewenig/Nissen, Heidelberg
- Krankenhaus Bogenhausen, München[16]
- Wirtschaftsvereinigung Eisen und Stahl, Düsseldorf
- R. & J. Vondran Sammlung, Düsseldorf
- Boston Consulting Group Sammlung, München
- Neumann & Partner Consultants, Tokio
- Delta Dema Elektronik GmbH Sammlung, München
- D.A.S. Versicherungen (jetzt Ergo-Vers.) Sammlung, München
- Municom, Traunstein
- V-Data, München
- Legal Services Colin Ong, Darussalam, Brunei
- Herzog August Bibliothek, Wolfenbüttel[17][18]
- Dr. I. & P. Wiegand Sammlung, München
- Peter Hurn Sammlung, Toulouse/London